# 那乃區

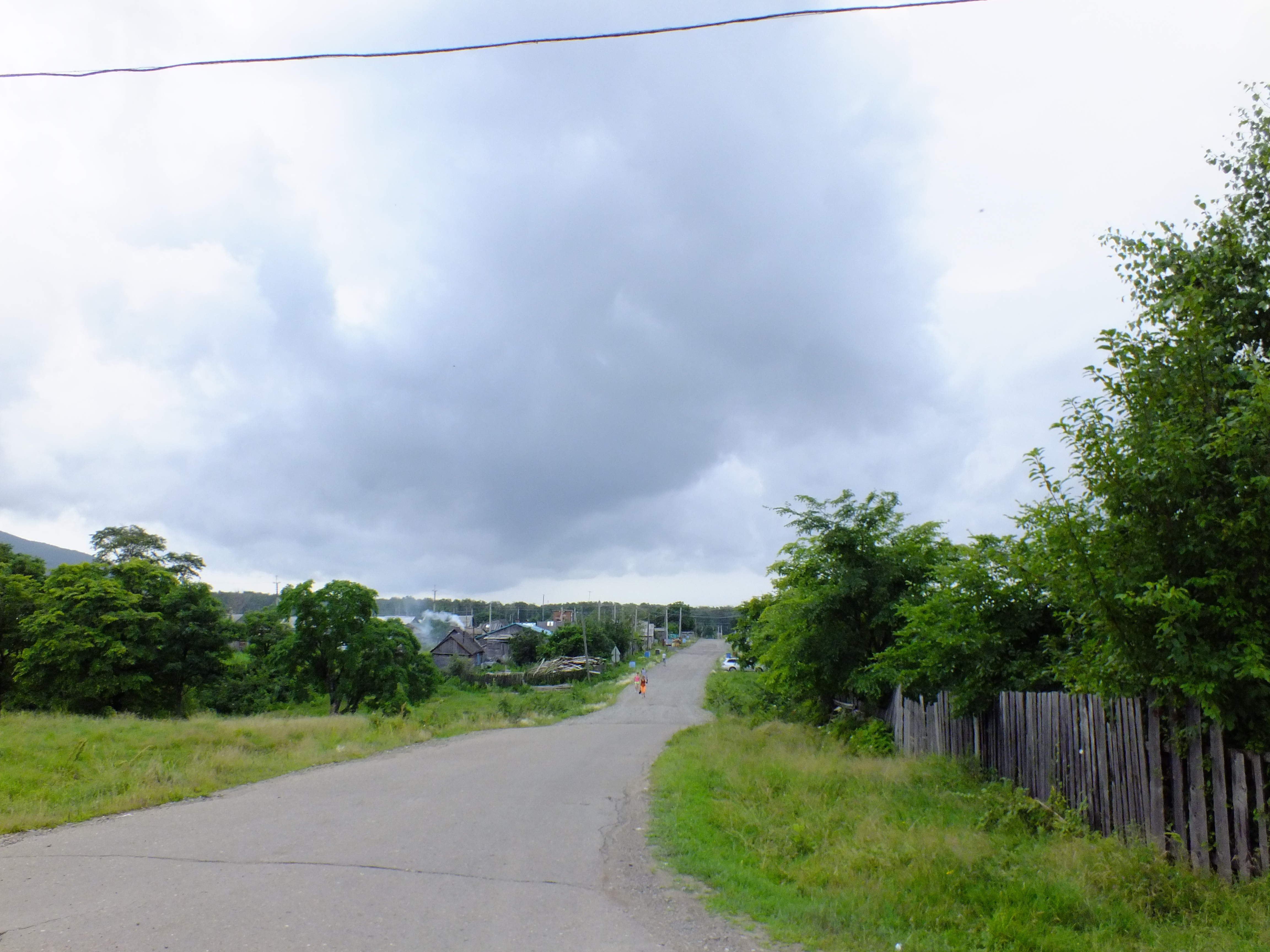

49°26′27″N 136°33′09″E / 49.44083°N 136.55250°E
那乃區（俄语：Нанайский район），是俄羅斯的一個區，位於該國東部，由哈巴羅夫斯克邊疆區負責管轄，面積27,644平方公里，2010年人口17,491，人口密度每平方公里0.63人。